# سيسيليو واترمان
سيسيليو واترمان (بالإسبانية: Cecilio Waterman) (13 أبريل 1991 ببنما في بنما - ) هو لاعب كرة قدم بنمي في مركز الهجوم. شارك مع منتخب بنما تحت 20 سنة لكرة القدم ومنتخب بنما لكرة القدم. أما مع النوادي، فقد لعب مع سبورتينغ سان ميغيليتو وسنترو أتلتيكو فينكس ‏.

## وصلات خارجية
- سيسيليو واترمان على موقع الاتحاد الدولي (مؤرشف)  (الإنجليزية)
- سيسيليو واترمان على موقع إي إس بي إن إف سي (الإنجليزية)
- سيسيليو واترمان على موقع قاعدة بيانات كرة القدم.إي يو (الإنجليزية)
- سيسيليو واترمان على موقع ناشيونال فوتبول تيمز (الإنجليزية)
- سيسيليو واترمان على موقع Soccerbase.com (لاعب) (الإنجليزية)
- سيسيليو واترمان على موقع Soccerway.com (الإنجليزية)
- سيسيليو واترمان على موقع عالم كرة القدم.نت (الإنجليزية)
- سيسيليو واترمان على موقع AS.com (الإسبانية)